# تخزين طاقة بالهواء المضغوط

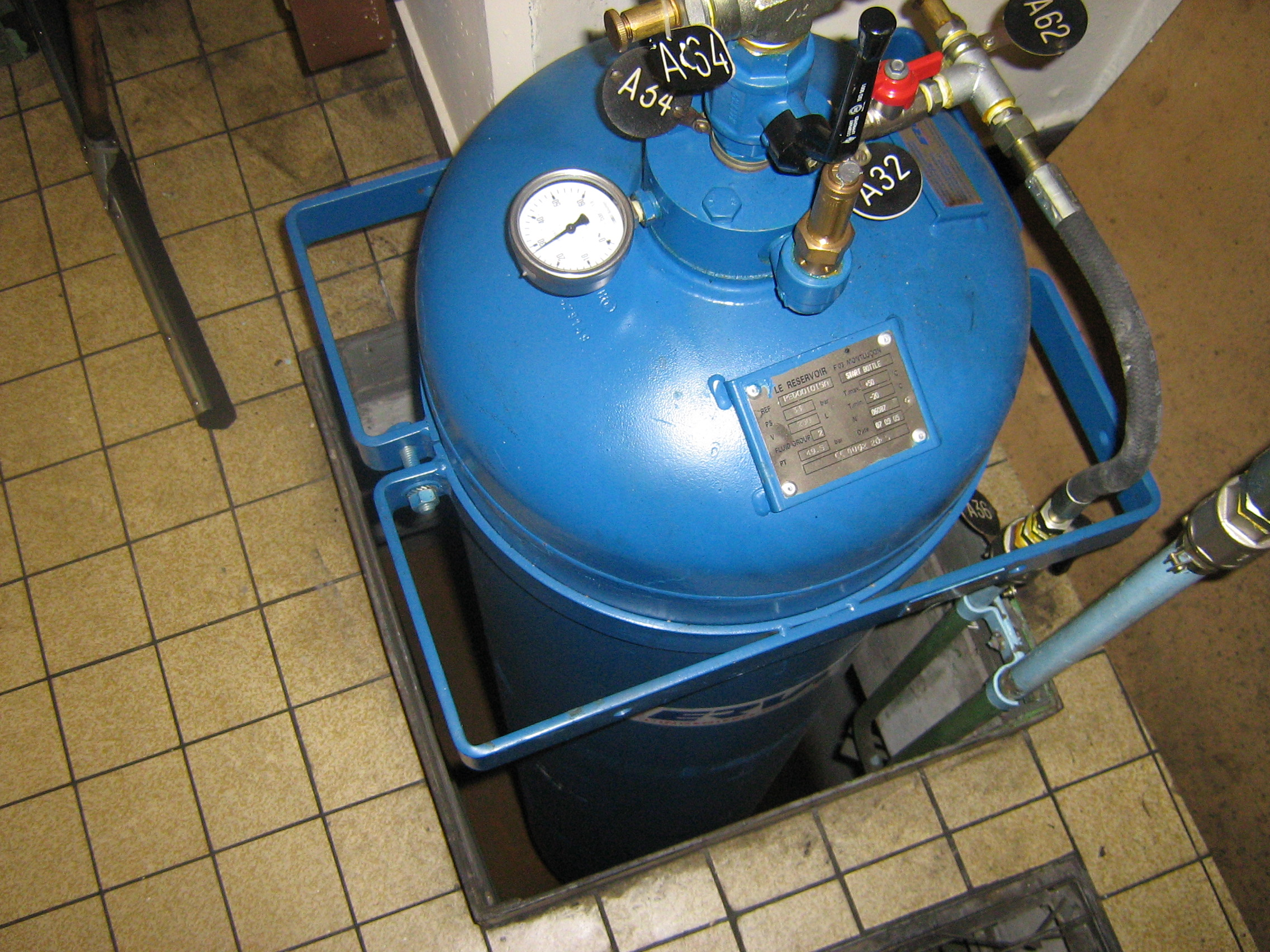

تخزين طاقة بالهواء المضغوط هي طريقة لتخزين الطاقة المولدة في وقت ما لاستخدامها في وقت آخر عن طريق الهواء المضغوط. بالنسبة للأنظمة المستخدمة في منشآت توليد الكهرباء: يمكن إطلاق الطاقة المخزنة في فترات الطلب المنخفض على الطاقة (خارج أوقات الذروة) لاستخدامها في فترات ارتفاع الطلب. تتبين أهمية هذا في عصر تصبح فيه مصادر الطاقة المتجددة المتقطعة كطاقة الرياح والطاقة الشمسية أكثر تداولًا. يمكن لأنظمة تخزين الطاقة بالهواء المضغوط أن يكون لها دور هام في ضمان توفير الطاقة الوافية بالطلب أثناء ساعات الذروة. أما الأنظمة صغيرة الحجم فلطالما استُخدمت في تطبيقات مثل دفع قطارات المناجم. يجب على الأنظمة كبيرة الحجم حفظ الطاقة الحرارية المترافقة مع ضغط الهواء؛ إذ تنقص الحرارة الضائعة من المردود الطاقي لنظام التخزين.

## أنواعه
ينتج ضغط الهواء حرارةً، ويصبح الهواء أدفأ بعد الانضغاط. ويزيل التمدد الحرارة. إذا لم تضَف حرارة زائدة، يصبح الهواء أبرد بكثير بعد التمدد. إذا أمكن تخزين الحرارة المولدة أثناء الانضغاط واستخدامها أثناء التمدد، فسيتحسن مردود التخزين بشكل ملحوظ. هناك ثلاث طرق تتعامل من خلالها أنظمة تخزين الطاقة بالهواء المضغوط مع الحرارة. يمكن أن يكون تخزين الهواء أدياباتيًّا (كظومًا) أو دياباتيًّا (مفتوحًا أو غير أديباتي) أو إيزوتيرميًّا (بثبات درجة الحرارة) أو شبه إيزوتيرمي.

### الأديباتي (الكظوم)
التخزين الأديباتي يستمر بالاحتفاظ بالحرارة المتولدة عن الضغط ويعيدها إلى الهواء أثناء توسعه لتوليد الطاقة. هذا موضوع أبحاث جارية، دون وجود تطبيقات بحجم منشآت توليد الكهرباء حتى عام 2015، لكن مشروعًا ألمانيًّا يدعى «آديل» (إيه دي إي إل إي) كان يخطط لوضع محطة تجريبية (بقدرة تخزين 360 ميغاواط ساعي) في الخدمة بحلول 2016. المردود النظري للتخزين الأديباتي يقارب 100% بوجود عزل مثالي، لكن عمليًّا يُتوقع أن يصل مردود تخزين واستعادة الطاقة الكلي إلى 70%. يمكن تخزين الحرارة في جسم صلب كالإسمنت أو الحجر، أو على الأغلب في مائع كالزيت الحار (حتى 300 درجة مئوية) أو في محاليل الملح المذاب (600 درجة مئوية).
اقتُرحت الأعمدة المعبأة (حزم الأنابيب المملوءة) كوحدات تخزين حرارة لأنظمة تخزين الطاقة بالهواء المضغوط. أجرت دراسة محاكاةً رقمية لنظام أديباتي لتخزين الطاقة بالهواء المضغوط يستخدم الأعمدة المعبأة كخزان للطاقة الحرارية. نتج عن الحسابات أن مردود النظام المحاكى عند التشغيل الدائم يتراوح بين 70.5% و71%.

### الديَباتي (غير الكظوم)
يبدد التخزين غير الكظوم كثيرًا من حرارة الانضغاط بواسطة المبردات البينية (مقاربًا بالتالي حالة الانضغاط الإيزوتيرمي) إلى الجو كفقد حراري؛ مضيعًا بشكل رئيسي الطاقة المتجددة المستخدمة لأداء عمل الانضغاط. عند خروجه من المخزن، تكون درجة حرارة هذا الهواء المضغوط هي المؤشر الوحيد لكمية الطاقة المخزنة التي تبقى في هذا الهواء. بالتالي، إذا كانت درجة حرارة الهواء منخفضة لإجراء استرجاع حراري، يجب أن يعاد تسخين الهواء بشكل كبير قبل تمدده في العنفة لتغذية مولد كهربائي. يمكن تحقيق إعادة التسخين هذه بواسطة حراق يعمل على الغاز الطبيعي للتخزين الملائم لمنشآت توليد الكهرباء، أو بواسطة كتلة معدنية مسخنة. بما أن الحاجة إلى الاسترجاع الحراري تكون أكثر إلحاحًا في حالة انقطاع مصادر الطاقات المتجددة، يجب حرق الوقود لتعويض الحرارة الضائعة. يقلل هذا مردود دورة التخزين والاسترجاع؛ وفي حين أن هذه الطريقة بسيطة نسبيًّا، يزيد الوقود المحترق من تكاليف الطاقة الكهربائية المسترجعة ويقلل من الفوائد البيئية المترافقة مع معظم مصادر الطاقات المتجددة. بكل الأحوال، هذا حتى الآن هو النظام الوحيد المطبق فعليًّا بشكل تجاري.
تتطلب محطة ماكينتوش، ألاباما، التي تستخدم تخزين الطاقة بالهواء المضغوط 2.5 ميغاجول من الكهرباء و1.2 ميغاجول كقيمة حرارية دنيا للوقود (الغاز) لكل ميغاجول واحد من استطاعة الخرج، لتناسب مردود استرجاع طاقي يساوي تقريبًا 27%. تستخدم محطة جينيرال إلكتريك «7 إف إيه 2×1 » للتوليد المشترك -واحدة من أعلى محطات الغاز الطبيعي العاملة مردودًا- قيمة حرارية دنيا للغاز قدرها 1.85 ميغاجول لكل ميغاجول واحد مولد، بمردود حراري 54%.

### الإيزوتيرمي
تحاول طرق الانضغاط والتمدد الإيزوتيرميين أن تحافظ على درجة حرارة العمل عبر إجراء تبادل حراري ثابت إلى الوسط المحيط. هذه الأنظمة عملية فقط  لمستويات الطاقة المنخفضة، دون مبادلات حرارية فعالة جدًّا (مرتفعة المردود). يقارب المردود النظري لطرق تخزين الطاقة الإيزوتيرمية 100% عند وجود تبادل حراري تام مع الوسط المحيط. عند التطبيق العملي، لا يمكن تحقيق أي من هاتين الدورتين التيرموديناميكيتين، إذ لا يمكن تفادي وجود بعض الضياعات الحرارية.

### شبه الإيزوتيرمي
الانضغاط (والتمدد) شبه الإيزوتيرمي هو عملية ينضغط فيها الغاز بشكل ملاصق تقريبًا لكتلة حرارية كبيرة غير قابلة للانضغاط كالبنية الممتصة والمطلقة للحرارة (إتش إيه آر إس) أو مرذذات الماء. البنية الممتصة والمطلقة للحرارة تتشكل عادةً من سلسلة ريش متوازية. أثناء انضغاط الهواء تُنقل حرارة الانضغاط بسرعة إلى الكتلة الحرارية، بحيث تستقر درجة حرارة الغاز. تستخدم بعد ذلك دارة تبريد خارجية للحفاظ على درجة حرارة الكتلة الحرارية. المردود الإيزوتيرمي (Z) هو المؤشر الذي يحدد ابتعاد واقتراب العملية عن كونها أديباتية أو إيزوتيرمية. إذا كان المردود الإيزوتيرمي 0% فالعملية أديباتية (كظومة) تمامًا؛ بمردود 100% تكون إيزوتيرمية تمامًا. عادةً يمكن توقع مردود 90-95% في حالة عملية شبه إيزوتيرمية.

### طرق أخرى
تستخدم إحدى تطبيقات تخزين الحرارة بالهواء تستخدم أسطوانات للضغط العالي والمتوسط والمنخفض على التوالي، وتتبع كل مرحلة أنبوبة فينتوري (مضخة فنتوري أو الأنبوبة المتضيقة المتوسعة) تسحب هواء الجو المحيط لمبادل حراري هواء-هواء (أو هواء-مياه بحر) بين كل مرحلتي تمدد. استخدمت تصاميم طوربيدات الهواء الأولية طريقة مشابهة، مستعيضةً عن الهواء بمياه البحر. تدفئ أنبوبة فينتوري الهواء الخارج من المرحلة السابقة وتضخ هذا الهواء المسخن مسبقًا إلى المرحلة التالية. استُعملت هذه الطريقة بشكل واسع في مركبات عديدة تستعمل الهواء المضغوط كقطارات مناجم وترامات شركة ه. ك. بورتر. هنا تخزَّن حرارة الانضغاط بشكل فعال في الجو (أو البحر) وتستعاد لاحقًا.

## ضواغط وممددات
يمكن إجراء عملية الانضغاط بواسطة ضواغط عنفية تعمل على الكهرباء وكذلك التمدد بواسطة «ممددات» عنفية أو محركات هوائية تقود مولدات كهرباء لإنتاج الطاقة الكهربائية.

## التخزين
تتنوع أوعية تخزين الهواء من حيث الظروف الترموديناميكية للتخزين والتكنولوجيا المستخدمة:
1. تخزين بحجم ثابت (حُفر استخراج الأملاح عن طريق الانحلال، الأوعية فوق الأرضية، المياه الجوفية، تطبيقات السكك الحديدية، ...إلخ)
2. تخزين بضغط ثابت (أوعية الضغط تحت المائية، تخزين هجين ماء/هواء مضغوط)

### تخزين بحجم ثابت
يستخدم نظام التخزين هذا غرفة ذات حدود ثابتة لتخزين كميات كبيرة من الهواء. هذا يعني، من وجهة نظر ثرموديناميكية، أن هذا نظام ثابت الحجم ومتغير الضغط. ينتج هذا بعض المشاكل التشغيلية للضواغط والعنفات العاملة عليها، لذا يجب إبقاء تغيرات الضغط أقل من حدود معينة، وكذلك الأمر بالنسبة للإجهادات المطبقة على أوعية التخزين.
عادةً ما يكون وعاء التخزين تجويفًا ناتجًا عن استخراج الأملاح بالانحلال (يُحل الملح في الماء للاستخراج) أو باستخدام منجم مهجور؛ دُرس أيضًا استخدام التشكيلات الصخرية المسامية (الصخور التي فيها ثقوب يمكن للهواء والماء المرور عبرها)، كتلك الموجودة في خزانات الغاز الطبيعي.
في بعض الحالات اختُبر أيضًا خط أنابيب فوق أرضي كنظام تخزين، معطيًا نتائج جيدة. كلفة هذا النظام أعلى وضوحًا، لكن يمكن وضعه حيث يشاء المصمم، في حين يتطلب النظام تحت الأرضي تشكيلات جيولوجية معينة (قبب ملحية، مياه جوفية، آبار غاز ناضبة، ...إلخ).

### تخزين بضغط ثابت
في هذه الحالة يحافَظ على وعاء التخزين تحت ضغط ثابت، في حين يُحتوى الغاز في وعاء متغير الحجم. اقتُرحت عدة نماذج لأوعية التخزين، لكن ظروف التشغيل تتبع المبدأ ذاته: يوضع وعاء التخزين على عمق مئات الأمتار تحت سطح الماء، ويسمح الضغط الهيدروستاتيكي (الضغط المائي السكوني) لعمود الماء فوق وعاء التخزين بالمحافظة على الضغط المطلوب.
ميزات هذا التركيب:
- يحسن كثافة الطاقة لنظام التخزين؛ لإمكانية استخدام كل الهواء المخزّن (الضغط ثابت تحت كل شروط الشحن، سواء في حالتي امتلاء الخزان أو فراغه، يبقى الضغط نفسه، لذا لا تعاني العنفة في استثماره، في حين ينخفض الضغط في حالة أنظمة الحجم الثابت بعد مدة عن حد السلامة المسموح به، ويجب على النظام أن يتوقف عن التفريغ عندها).
- يحسن مردود الآلات العنفية، والتي ستعمل تحت شروط ثابتة لدخول الهواء.
- يفتح المجال لاستخدام مواقع جغرافية مختلفة لتوضع محطة تخزين الطاقة بالهواء المضغوط (سواحل، منصات عائمة، ...إلخ).[16]

ومن جهة أخرى، فإن كلفة أنظمة التخزين هذه أكبر، بسبب الحاجة إلى وضع وعاء التخزين في قاع الكتلة المائية المختارة (عادةً البحر أو المحيط) وبسبب كلفة الوعاء نفسه.
تعمل المحطات وفق دورات عمل يومية، تشحن في الليل وتفرغ الشحن خلال النهار. دُرس تسخين الهواء المضغوط باستخدام الغاز الطبيعي أو الحرارة ذات المصادر الجيوحرارية لزيادة كمية الطاقة المستخرجة من قبل المخبر الوطني لشمال غرب المحيط الهادي.
يمكن أيضًا توظيف تخزين الطاقة بالهواء المضغوط في تطبيقات أصغر كاستثماره في السيارات والقطارات المقادة بالهواء، ويمكن استخدام  مخازن تخزين الهواء عالية المقاومة المبنية من ألياف الكربون (الكربون فايبر). يجب عزل هذه الخزانات حراريًّا عن الوسط المحيط لاسترجاع الطاقة المخزنة في الهواء المضغوط وإلا ستهرب الطاقة المخزنة على شكل حرارة؛ بما أن انضغاط الهواء يرفع درجة حرارته.